# Anthony Maestranzi
Anthony Maestranzi, né le 1er juillet 1984, à Chicago, dans l'Illinois, est un ancien joueur américain naturalisé italien de basket-ball. Il évolue au poste de meneur. 